# 伊格扎斯珀雷申灣
伊格扎斯珀雷申灣（英語：Exasperation Inlet）是南極洲的海灣，位於葛拉漢地的奧斯卡二世海岸，處於佛恩角和迪薩波因特門特角之間，寬26公里，在1947年由英國研究隊繪入地圖，現時由南極條約體系管理。

## 外部連結
. . United States Geological Survey.   [2012-03-09].
65°20′S 62°0′W / 65.333°S 62.000°W
 本条目引用的公有领域材料来自美国地质调查局的文档《伊格扎斯珀雷申灣》 （資料來自地名信息系统）。